# Киода, Майкл
Майкл Джозеф Киода (англ. Michael Joseph Chioda, род. 1 августа 1966, Уиллингборо, Нью-Джерси) — американский рефери в рестлинге.
До своего ухода 15 апреля 2020 года Киода был самым продолжительным рефери в истории WWE, проработав в компании более трех десятилетий.

## Карьера в рестлинге
В юности Киода жил рядом с семьёй Марелла (Гориллой Монсун и его сын Джоуи), которые помогли ему пробиться в рестлинг-бизнес. Будучи рефери, Киода впервые начал появляться в WWE в 1989 году, когда она была известна как World Wrestling Federation (WWF), в частности, на Survivor Series 1989 года. Взяв перерыв в судействе после WrestleMania VII, он начал вновь появляться на камерах примерно в 1992 году.
15 апреля 2020 года WWE объявила, что Киода был освобожден от контракта с WWE после 31 года работы в компании.